# VoipBuster
VoipBuster is een internettelefoniedienst die bellen via internet aanbiedt, Voice Over Internet Protocol (VoIP) geheten. Sinds 2009 heeft VoipBuster ook een Mobiele VoIP-applicatie.
VoipBuster is een dienst van DELLMONT SARL Voorheen stond VoipBuster op naam van Finarea SA uit Zwitserland.

## Functies
De dienstverlening van VoipBuster lijkt op die van Skype: met beide diensten kunnen gebruikers onderling gratis telefoneren. Het grootste verschil is echter dat men met VoipBuster niet alleen gratis kan bellen naar andere gebruikers, maar ook naar vaste telefoontoestellen in een aantal (Europese) landen, waaronder Nederland en België.
Daarnaast gebruikt VoipBuster het SIP-protocol, wat een open standaard is. Dit in tegenstelling tot Skype, dat daardoor niet op alle randapparatuur werkt.

### VoIP-Out
De gebruiker selecteert de naam van een andere gebruiker uit zijn lijst, of voert een gebruikersnaam of telefoonnummer in. Vervolgens wordt verbinding gemaakt. Er is geen starttarief.

### Webgebaseerd bellen
Via het VoipBusterprogramma of via de website voert de gebruiker zowel zijn eigen telefoonnummer in, als het nummer van de ontvanger. De telefoon van de gebruiker gaat over, na het opnemen wordt een gesprek opgezet met het tweede nummer. Hiermee is geen additionele apparatuur nodig om de huistelefoon te gebruiken voor VoipBuster. Voor beide gesprekken (één naar de aansluiting van de beller en één naar die van de ontvanger) worden géén gesprekskosten in rekening gebracht naar de gratis bestemmingen. Wel wordt een starttarief in rekening gebracht. In andere gevallen worden gesprekskosten in rekening gebracht, plus een starttarief.

### VoIP-In
Gebruikers uit diverse landen kunnen tevens een telefoonnummer aan hun account laten koppelen, wat gebruikt kan worden om gebeld te worden vanaf vaste en mobiele telefoonaansluitingen. Alleen de beller betaalt hierbij de gesprekskosten en voor de ontvanger (de gebruiker) is het gesprek gratis. De kosten die de beller betaalt, worden bepaald door de telecomprovider van de beller, maar zijn in de regel gelijk aan het bellen van een vaste aansluiting in Nederland.
Voor Nederland waren er gedurende meerdere jaren geen VoIP-In-nummers meer beschikbaar. VoIP-In biedt mogelijkheid tot nomadisch gebruik van een Nederlands telefoonnummer; een gebruiker kan bijvoorbeeld in het buitenland inloggen en daar op zijn Nederlandse telefoonnummer gebeld worden. Het verstrekken van een telefoonnummer is daarom alleen toegestaan onder zeer strikte voorwaarden (nummerhouder moet vestigingsplaats hebben in netnummergebied), zie OPTA. In 2006 heeft VoipBuster op last van de OPTA het uitgiftebeleid aangescherpt. De huidige VoipBuster gebruikers met een VoIP-In-nummer, moesten aantonen aan de voorwaarden te voldoen, om het nummer te mogen behouden. Veel VoIP-In-nummers zijn toen ingenomen en VoipBuster was in Nederland gestopt met de uitgifte van nieuwe nummers.
VoipBuster heeft recent als tijdelijke actie opnieuw de mogelijkheid geboden VoIP-In-nummers te kopen. Het netnummer was echter niet te kiezen en lag vast op 085. Dit netnummer was een speciaal netnummer dat geen koppeling met een plaatsnaam had. Hierdoor was dit netnummer geschikt voor VoIP-nummers. Een VoIP-In-nummer, dus een 085-nummer, kostte eenmalig één euro. Dit bedrag werd van iemands beltegoed afgeschreven; hij moest dus eerst beltegoed aanvragen. Dit was voordeliger dan een SkypeIn-nummer, want daarvoor moet een abonnement afgesloten worden, wat maandelijkse kosten met zich meebrengt.
Destijds werd het aanvragen van meerdere VoIP-In-nummers gezien als buitensporig gebruik, in strijd met de "fair use policy". Maar men zou zich kunnen voorstellen dat er in een huishouding op meerdere kamers SIP-telefoontoestellen staan, en dat kinderen elk hun eigen VoIP-In-nummer zouden kunnen hebben.

### VoIP-bellen naar buitenland vanaf een van tevoren opgegeven vast of mobiel nummer
Een andere dienst die VoipBuster biedt, is dat de gebruiker een speciaal nummer in hetzij Utrecht, Amsterdam, Rotterdam of Eindhoven belt, en dat hij daarna doorkiest naar een buitenlands nummer.
Het voordeel is dat hij dan slechts het lokale of interlokale tarief betaalt, vermeerderd met het voordelige VoipBustertarief.

### Restrictie op het bellen van 085-nummers
Het bellen van een 085-nummer werd in het verleden niet door alle providers ondersteund. Mocht een provider het bellen naar een 085 nummer bemoeilijken, dan is er een truc: indien het mobiele nummer van mobiel toestel is gekoppeld aan het VoipBuster-account, dan kan de gebruiker via het nummer dat was bedoeld om goedkoop naar het buitenland te bellen (als boven beschreven) gebruiken om goedkoop (via een omweg dus) naar de 085-nummers van VoipBuster bellen.

### Sms
Het versturen van een sms. Het tekstbericht kan via het programma en via de abonneepagina op de website worden ingevoerd. Men moet wel beltegoed hebben. En als de afzender van de SMS een mobiel telefoonnummer wil opgeven, moet dit telefoonnummer eerst als dat van hem worden gevalideerd. VoipBuster zal de gebruiker daartoe een validatiecode per sms sturen, die hij moet intikken in zijn browser.

### Overig
Andere mogelijkheden van een account zijn bijvoorbeeld het doorschakelen van alle inkomende gesprekken naar een ander nummer, de mogelijkheid nummerweergave uit te schakelen bij uitgaande gesprekken en een gedetailleerde gespreksspecificatie op te vragen.
Betamax, het bedrijf achter VoipBuster, is eveneens verantwoordelijk voor internettelefoniediensten als VoipDiscount, VoipStunt, VoipCheap, NetAppel, poivY, Freecall en Internetcalls. Deze programma's zijn vrijwel identiek maar ieder heeft een eigen reeks van "gratis" te bellen landlijnen.

## Telefoon
Om te bellen via VoipBuster dient er gebruik te worden gemaakt van een softwarematige telefoon op de computer in combinatie met een microfoon en koptelefoon of een hardwarematige telefoon. Via de website kan gratis een softwarematige telefoon gedownload worden (alleen voor Windows XP). Op de website staan ook de SIP-instellingen die nodig zijn voor het gebruik van VoipBuster in combinatie met softwarematige telefoons voor andere besturingssystemen (Mac, Linux, Pocket PC) of een hardwarematige telefoon. Iedere telefoon kan gebruikt worden, zolang deze het SIP-protocol ondersteunt en beschikt over een van de spraakcodecs G.711, G.726, G.729, G.723. Het voordeel van het gebruik van een hardwarematige telefoon is de mogelijkheid om te bellen en gebeld te worden via VoipBuster zonder dat de computer aan hoeft te staan. Met behulp van een ATA (Analog Telephone Adaptor) kunnen ook gewone telefoontoestellen of DECT telefoons worden aangesloten op VoipBuster. Voorbeelden van ATA's zijn: Linksys Papt2 en Linksys SPA 3102. Een ATA is een "omzetter" die het SIP (digitale) protocol omzet naar het analoge protocol, zoals dat wordt gebruikt door analoge telefoons.
Voorbeelden van IP-telefoons, die het SIP-protocol ondersteunen (en dus in combinatie met VoipBuster kunnen worden gebruikt) zijn Polycom, Grandstream en bepaalde Siemensmodellen. IP-telefoons dienen van tevoren te worden geconfigureerd met data, o.a. de provider, de gebruikte accountnaam en wachtwoord, en mogelijk de definitie van sneltoetsen en het interne telefoonboekje. Wanneer zo'n IP-toestel eenmaal is geconfigureerd, kan het overal op een router of switch worden aangesloten en is het steeds bereikbaar onder hetzelfde nummer (mits de firewall en securityregels dit toestaan). VoipBuster geeft aanwijzingen op zijn website hoe de gebruiker zo'n toestel specifiek voor VoipBuster moet configureren.
Ook usb-telefoons kunnen gebruikt worden. Om usb-telefoons te laten werken met de softwarematige telefoon van VoipBuster is additionele software nodig, VoipBustermate genaamd. Het gebruik van een usb-telefoon biedt echter niet de mogelijkheid VoipBuster te gebruiken zonder computer. De hierboven besproken apparaten (ATA's, IP-telefoons, routers met SIP-functionaliteit) geven wel de mogelijkheid om VoipBuster zonder pc te gebruiken.

## Gebruik van een PBX
Nog een mogelijkheid is om tussen een SIP toestel en VoipBuster een "mini"-PBX te plaatsen. Een voorbeeld van zo'n PBX is te vinden op www.pbxes.org. Deze PBX is virtueel (bevindt zich dus ergens "op het web"), en is gratis voor zover je niet meer dan vijf SIP toestellen aansluit. In de PBX kan je een netlijn definiëren, en je moet ervoor zorgen dat deze netlijn zich aanmeldt bij VoipBuster. Bij de juiste configuratie van de PBXes-PBX kan je met elke van de vijf toestellen via de netlijn (dus via VoipBuster) bellen. Tussen de toestellen onderling kan je gratis bellen. Je kunt de toestellen bijvoorbeeld de nummers 100 t/m 104 geven. Gebruik je een ATA, dan kan je per ATA twee analoge telefoons (of draadloze DECT telefoons, die in feite ook analoog zijn) aansluiten op de PBXes-PBX. Inkomende oproepen via VoipBuster kan je routeren naar één of meerdere toestellen. Wil je dat er bij een inkomende oproep meerdere toestellen gaan bellen, dan moet je een "Ring Group" maken (die moet je een speciaal nummer geven), en in "Inbound routing" definieer je het nummer van deze "Ring Group". Je kunt zelfs een toestel "doorlussen" naar Skype. Ben je zo gelukkig een VoipBuster inbel-nummer te hebben aangeschaft, dan kan je dus zonder vaste kosten  via het vaste net of vanaf je mobiele telefoon naar Skype bellen. (Alhoewel er wel restricties gelden voor wat betreft de gespreksduur!)
Heb je een op Android gebaseerde smartphone of tablet, dan kan je de App "Sipdroid" downloaden. Sipdroid is een SIP softphone, en werkt uitstekend samen met "PBXes."
Een andere SIP softphone voor Android is "MobileVoip". Met MobileVoip kan je je rechtstreeks abonneren op Voipbuster. 
Met Sipdroid of MobileVoip zijn dus met je smartphone of tablet gesprekken mogelijk via Wi-Fi, en wel tegen de schappelijke Voipbustertarieven. Zelfs als je tablet geen 3G ondersteunt, kan je met je tablet bellen, zolang je maar een internetverbinding hebt via Wi-Fi.
Het gebruik van de "mini"-PBX, zoals boven beschreven, heeft echter wel een bezwaar. Omdat VoipBuster ervan uitgaat dat nu meerdere gebruikers via de PBX gesprekken kunnen beginnen, beschouwt VoipBuster de gesprekken, opgezet vanaf het IP-adres van PBXes, in strijd met de "fair user policy". VoipBuster berekent in dat geval dus normale   tarieven, en niet de Freedays tarieven. (VoipBuster zal in de "call details" melden: "FUP exceeded on IP".)

## Kosten
VoipBuster werkt met prepaid-accounts en dus zonder maandelijkse abonnementskosten, zoals dat ook gebruikt wordt bij mobiele telefonie. Het aanmaken van een nieuw account kan met behulp van de VoipBuster-software die via de website te downloaden is of via de website.
Er zijn verschillende methoden om het beltegoed op te waarderen, bijvoorbeeld creditcard, bankoverschrijving (iDEAL) of bellen naar een 0900-nummer, kopen via een VoipBuster-reseller. Het bedrag is na aankoop meteen beschikbaar als beltegoed en is onbeperkt geldig. Bij het opwaarderen ontvangt de gebruiker tevens een aantal 'Freedays'. Het aantal Freedays is afhankelijk van het opgewaardeerde bedrag en de gebruikte betalingsmethode. Er worden bijvoorbeeld bij het opwaarderen van 10 euro (exclusief btw) met een creditcard, 120 dagen toegevoegd aan het Freedays-tegoed van de gebruiker.
Tijdens deze Freedays worden geen kosten in rekening gebracht voor het bellen naar de 'gratis' bestemmingen die op de website aangegeven worden. Deze gratis gesprekken worden na een uur afgebroken. Daarna dient opnieuw verbinding gemaakt te worden. Men kan maximaal 300 minuten per week gratis bellen, gemeten over de laatste zeven dagen. Komt men over deze limiet of zijn de Freedays op, dan worden de gewone tarieven voor de bestemmingen in rekening gebracht.
Heeft een account geen beltegoed en geen Freedays, dan heeft het de status van proefaccount. Met een proefaccount kan een gebruiker alleen bellen naar andere gebruikers en testgesprekken tot een maximum van 60 seconden maken naar de 'gratis' belbestemmingen.

## Nadelen
De volgende punten worden over het algemeen als negatief ervaren aan de dienst VoipBuster:
- Gebruikers die voornamelijk bellen naar gratis nummers maken slechts met moeite hun beltegoed op. Niet-gratis bestemmingen (met name mobiele nummers) zijn soms duurder dan bellen via KPN of Carrier (Pre) Select-providers. Deze gebruikers moeten dus netto 10 euro (exclusief btw) per 4 maanden betalen voor onbeperkt bellen naar vaste nummers in o.a. Nederland en België. Na deze 4 maanden zijn de gesprekken naar de "gratis bestemmingen" niet meer gratis maar één cent per minuut. Anderzijds kan het tegoed besteed worden aan het versturen van een sms, wat via VoipBuster goedkoper is dan vanaf de mobiel via de reguliere aanbieders van mobiele telefonie.
- Beperkte klantenservice. De gebruiker kan alleen via de website contact opnemen met de VoipBuster klantenservice. Er is ook een gebruikersforum waarin gebruikers onderling ervaringen kunnen uitwisselen.
- Mogelijke wisselingen in het aanbod van gratis belbestemmingen. Er wordt geen zekerheid gegeven dat tarieven in de toekomst nog gratis zullen zijn. Wel is het zo dat in het laatste jaar door VoipBuster geen gratis bestemmingen meer zijn verwijderd. Bij een mogelijke verhoging van het tarief zou dit tot verrassingen kunnen leiden aangezien gebruikers via de website geïnformeerd worden. Wel toont de door VoipBuster beschikbaar gestelde softwarematige telefoon tijdens het gesprek de gesprekskosten en voor andere gebruikers werkt VoipBuster aan een gesproken kostenmelding vooraf aan het gesprek. Vergelijking wijst echter uit dat ook wanneer nummers niet meer gratis zijn, VoipBuster voor de betreffende bestemming meestal nog steeds goedkoper is dan andere aanbieders.
- Het minimumbedrag van opwaarderen is 10 euro (behalve bij het bellen naar een 0900-nummer).
- Een VoipBuster-account of -tegoed is niet overdraagbaar naar andere dochters van Betamax, zoals Voipstunt of Voipdiscount. Ook werken de VoIP-programma's die de gebruiker moet downloaden om te kunnen bellen niet bij de andere aanbieders.
- Een VoipBuster-account is niet helemaal gratis onbeperkt bellen naar vaste nummers. In de kleine lettertjes staat geschreven dat de gebruiker maximaal 300 minuten per week gratis mag bellen. Hierna gaat hij het standaardtarief per minuut betalen. Dit is op het moment 2 cent per minuut (0,0238 euro per minuut inclusief btw) naar Nederlandse vaste nummers. Als de gebruiker de 300 minuten niet binnen een week heeft opgemaakt, worden deze niet meegenomen naar volgende weken. Bovendien gelden deze 300 minuten voor één IP-adres. Het heeft dus geen zin meerdere accounts aan te maken om zo langer dan 300 minuten per week gratis te kunnen bellen.
- Via een VoipBuster-account kunnen geen alarmnummers gebeld worden hoewel dit via het SIP-protocol wel schijnt te werken in Nederland.

## Gratis landen
De landen waar gratis naar vaste nummers kan worden gebeld in Freedays zijn:
Andorra, Australië, België, Canada, Cyprus, Denemarken, Estland, Finland, Frankrijk, Guam (Vast & Mobiel), Hong Kong (Vast & Mobiel), Hongarije, Ierland, IJsland, Inum (Vast & Mobiel),
Israël, Italië, Japan, Luxemburg, Maleisië, Monaco, Nederland, Nieuw-Zeeland, Noorwegen, Oostenrijk, Panama, Portugal, Puerto Rico (Vast & Mobiel), Rusland [Moskou], Rusland [Sint-Petersburg], Singapore, Spanje, Taiwan, Tsjechië, Verenigde Staten (Vast & Mobiel), Zuid-Korea & Zwitserland.